# LD 350-1

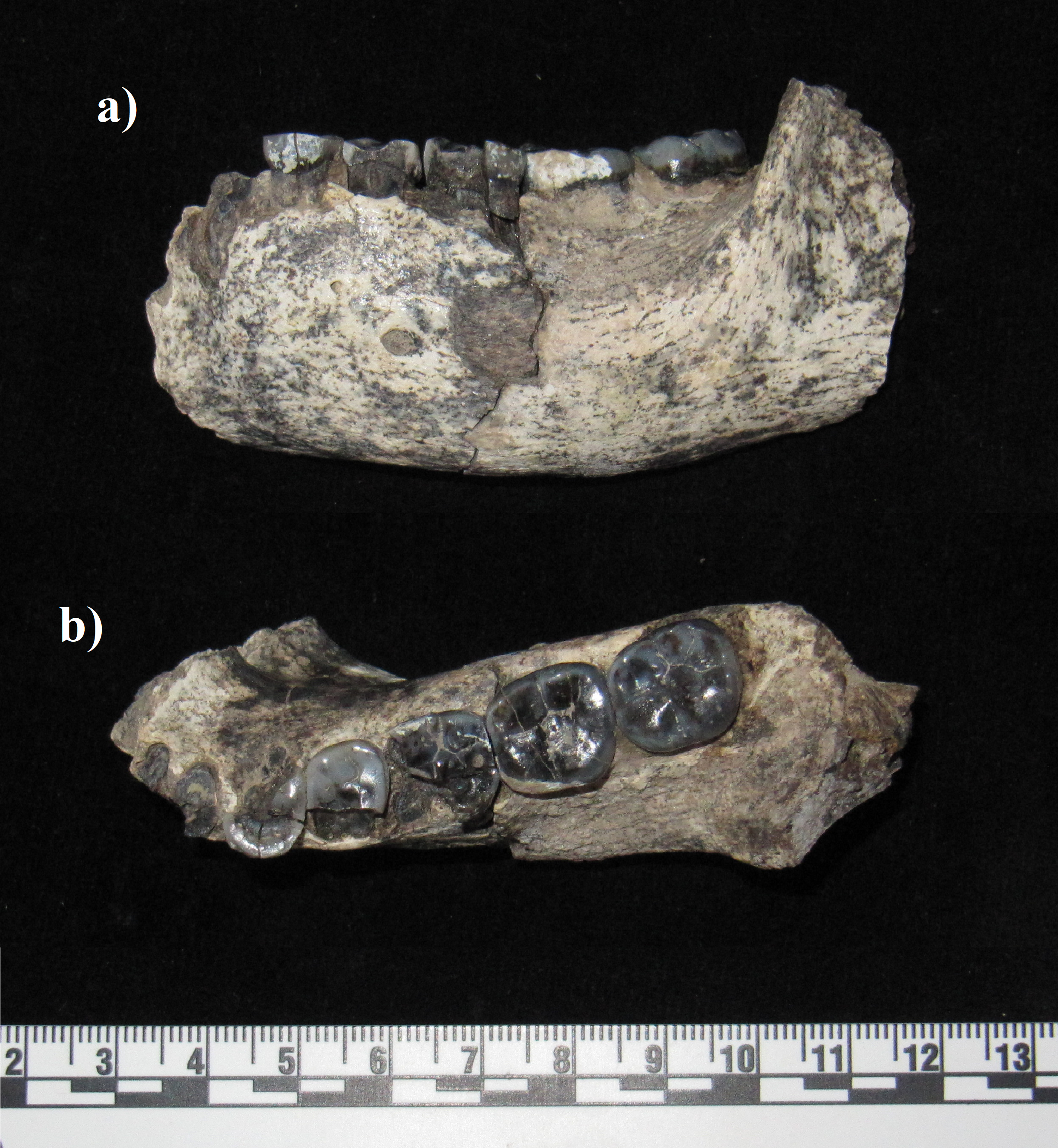
Vue en deux angles de LD 350-1.

LD 350-1 est un fragment de mâchoire fossile attribué au genre Homo et daté de 2,75 à 2,8 millions d'années. Ce reste fossile, considéré au moment de sa description en 2015 comme le plus ancien du genre humain, a été découvert en 2013 sur le site de Ledi-Geraru (en), dans la région de l'Afar dans le nord-est de l'Éthiopie, par Chalachew Seyoum, étudiant éthiopien à l'université d'État de l'Arizona (États-Unis),,.

## Description
LD 350-1 est une mandidule partielle, constituée de la partie gauche du corps de celle-ci, comportant cinq dents : une canine, une prémolaire et trois molaires. Ce fragment fossilisé provient d’un individu adulte.

## Analyse
Cette mandibule et les dents ont été comparées à différentes espèces d’hominines. Selon les auteurs de sa description, LD 350-1 « combine une morphologie dérivée observée chez les Homo plus tardifs et des traits primitifs vus chez les premiers australopithèques ». En effet, la morphologie de l'os se distingue par une symphyse mandibulaire typique du genre Australopithecus, c'est-à-dire plus prognathe qu'une mandibule du genre Homo, alors que d'autres caractéristiques de LD 350-1 sont  visibles sur des mandibules du genre Homo.  Le fossile présente des similitudes avec l'espèce Australopithecus africanus vivant à la même période, entre environ 2,8 et 2,3 millions d’années (Ma) ou avec Australopithecus afarensis, dont des restes âgés d’environ 3,2-3,3 Ma ont été retrouvés sur des sites très proches, à Hadar et Dikika. Villmoare et ses collègues interprètent donc la morphologie de LD 350-1 comme une forme transitionnelle entre les deux genres Australopithèque et Homo.
La découverte de ce fragment fossile sur le site de Ledi-Geraru dans des sédiments du Pliocène vieux de 2,8–2,75 Ma, a repoussé de 400 000 ans l'origine jusqu'alors connue du genre Homo,. En effet, les plus anciens restes fossiles attribués jusque-là au genre Homo étaient un maxillaire (AL 666-1) retrouvé à Hadar, localité distante d’une trentaine de kilomètres de Ledi-Geraru, et daté à −2,33 Ma,, KNM-BC 1, un os temporal mis au jour à Chemeron au Kenya (−2,4 Ma) ou la mandibule UR 501 (environ -2,3 à −2,5 Ma) provenant du Malawi,. La mandibule de Ledi-Geraru a également remis en cause les différentes hypothèses concernant la lignée du genre Homo. Selon Villmoare et ses collègues, l’hypothèse qu'Australopithecus garhi, dont le spécimen-type est BOU-VP 12/130 (−2,5 Ma), soit l'ancêtre des humains demande une augmentation significative de la taille des dents entre -2,8 et −2,5 millions d’années, puis une diminution aussi importante entre -2,5 et −2,3 millions d’années. Par ailleurs, en raison de l’âge de LD 350-1, ces auteurs réfutent l’hypothèse émise par le paléoanthropologue Lee Berger que le genre Homo dérive d'Australopithecus sediba, daté à −1,98 Ma,. 
L'attribution de LD 350-1 au genre Homo est mise en cause par certains paléoanthropologues, tels John Hawks, Darry de Ruiter et Lee Berger, qui contestent notamment la comparaison des dents avec celles de MH2, un spécimen d'Australopithecus sediba,.